# لويس فيليبي (لاعب كرة قدم مواليد 2001)
لويس فيليبي هو لاعب كرة قدم برازيلي، ولد في 17 مايو 2001 في كويابا في البرازيل.

## وصلات خارجية
- لويس فيليبي (لاعب كرة قدم مواليد 2001) على موقع الاتحاد الأوربي (الإنجليزية)
- لويس فيليبي (لاعب كرة قدم مواليد 2001) على موقع إي إس بي إن إف سي (الإنجليزية)
- لويس فيليبي (لاعب كرة قدم مواليد 2001) على موقع قاعدة بيانات كرة القدم.إي يو (الإنجليزية)
- لويس فيليبي (لاعب كرة قدم مواليد 2001) على موقع Soccerway.com (الإنجليزية)
- لويس فيليبي (لاعب كرة قدم مواليد 2001) على موقع عالم كرة القدم.نت (الإنجليزية)